# Lautitia
Lautitia är ett släkte av svampar. Lautitia ingår i familjen Phaeosphaeriaceae, ordningen Pleosporales, klassen Dothideomycetes, divisionen sporsäcksvampar och riket svampar.
|          | Cicinobolus                       |
|          |                                   |
|          | Stagonospora                      |
|          |                                   |
|          | Hendersonia                       |
|          |                                   |
|          | Eudarluca                         |
|          |                                   |
|          | Sclerostagonospora                |
|          |                                   |
|          | Ampelomyces                       |
|          |                                   |
|          | Wilmia                            |
|          |                                   |
|          | Phaeosphaeria                     |
|          |                                   |
|          | Carinispora                       |
|          |                                   |
|          | Phaeoseptoria                     |
|          |                                   |
|          | Parabotryon                       |
|          |                                   |
|          | Ophiosphaerella                   |
|          |                                   |
|          | Sphaerellopsis                    |
|          |                                   |
|          | Tiarospora                        |
|          |                                   |
|          | Scolecosporiella                  |
|          |                                   |
|          | Monascostroma                     |
|          |                                   |
| Lautitia | \| \| Lautitia danica \| \| \| \| |
|          | \| \| Lautitia danica \| \| \| \| |
|          | Mixtura                           |
|          |                                   |
|          | Hadrospora                        |
|          |                                   |
|          | Nodulosphaeria                    |
|          |                                   |
|          | Barria                            |
|          |                                   |
|          | Phaeosphaeriopsis                 |
|          |                                   |
|          | Isthmosporella                    |
|          |                                   |
|          | Katumotoa                         |
|          |                                   |
|          | Lautitia danica                   |
|          |                                   |

|  | Lautitia danica |
|  |                 |